# Aldehuela del Codonal
Aldehuela del Codonal is een gemeente in de Spaanse provincie Segovia in de regio Castilië en León met een oppervlakte van 13,42 km². Aldehuela del Codonal telt 31 inwoners (1 januari 2016).

## Demografische ontwikkeling
Bron: INE, 1857-2011: volkstellingen